# Hajer Barhoumi
Hajer Barhoumi, née le 14 novembre 1983, est une judokate tunisienne.

## Carrière
Hajer Barhoumi est médaillée d'or aux championnats d'Afrique 2001 (en moins de 48 kg), aux championnats d'Afrique 2005 (en moins de 52 kg), aux championnats d'Afrique 2006 (en moins de 57 kg) et aux Jeux méditerranéens de 2009 (en moins de 52 kg).
Elle est médaillée d'argent aux Jeux de la Francophonie de 2001 (en moins de 48 kg), aux Jeux africains de 2003 (en moins de 48 kg), aux championnats d'Afrique 2004 (en moins de 57 kg), aux Jeux africains de 2007 (en moins de 57 kg), aux championnats d'Afrique 2008 (en moins de 57 kg) et aux championnats d'Afrique 2009 (en moins de 57 kg).
Elle remporte la médaille de bronze aux Jeux méditerranéens de 2001 (en moins de 48 kg) et aux Jeux de la Francophonie 2005 (en moins de 57 kg).